# 아미산 (충남)
아미산(峨嵋山)은 대한민국의 충청남도 당진시 면천면 죽동리에 있는 한국의 화강암 산이다. 높이 349 m이다. 이전에는 소이산이나 소미산이라고 불리기도 했다. 남쪽 산자락에 면천읍성이 있다. 중생대 쥐라기 대보 화강암과 백악기 석영반암으로 구성된다. 